# 西鉄平尾駅

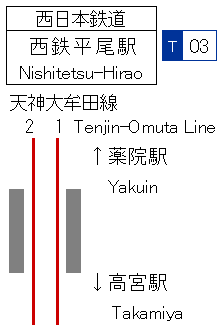
配線図

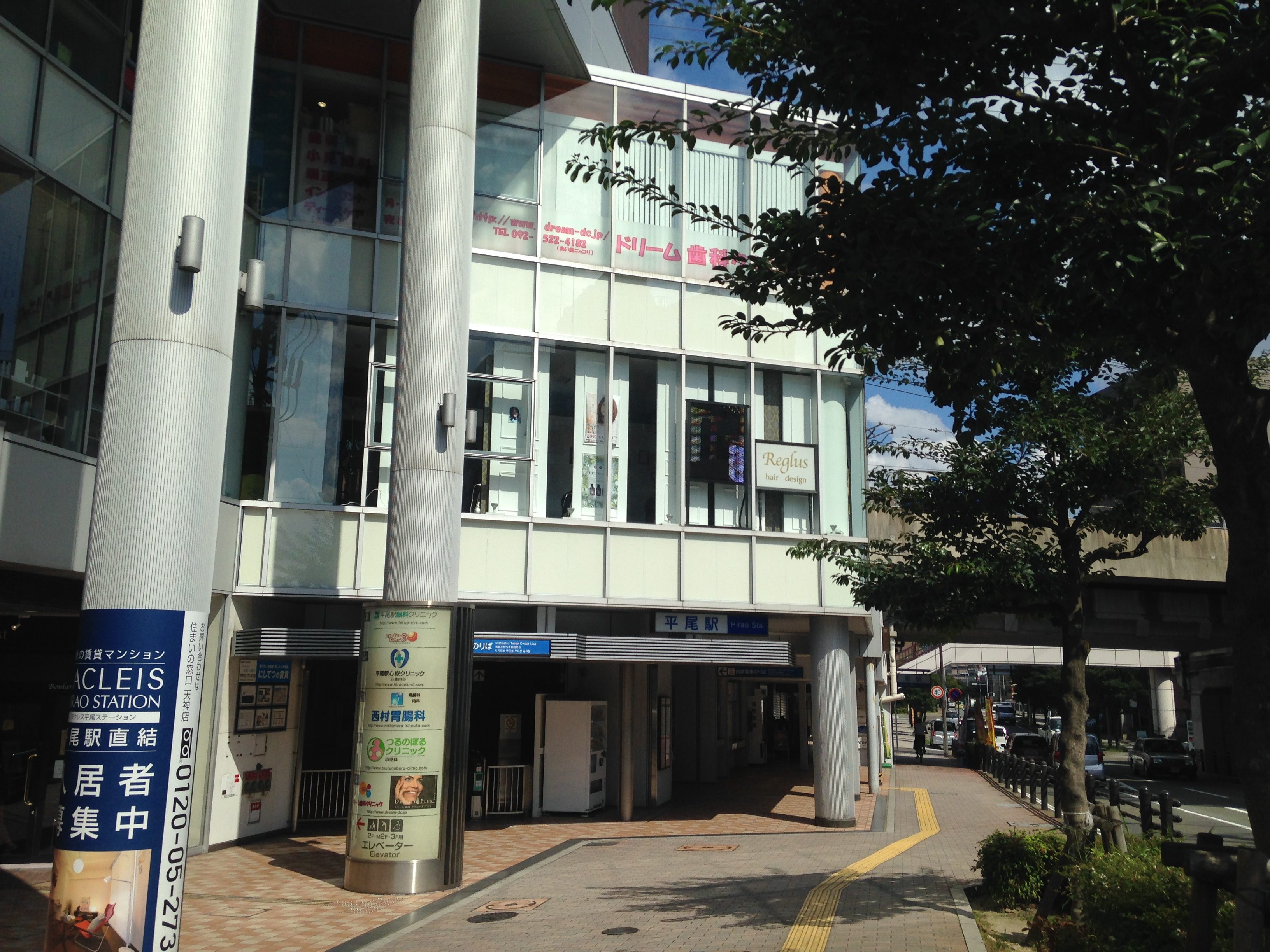
駅入口（2016年9月）

西鉄平尾駅（にしてつひらおえき）は、福岡県福岡市中央区平尾二丁目にある西日本鉄道（西鉄）天神大牟田線の駅である。駅番号はT03。 ホーム有効長は8両分ある。
駅名に社名を冠しているのは、かつて国鉄筑肥線に平尾駅が存在していたためである。

## 歴史
- 1924年（大正13年）4月12日：八幡駅として開業。その後平尾駅に改称（時期不明）。
- 1939年（昭和14年）7月1日：九鉄平尾駅に改称届出[2]。
- 1942年（昭和17年）9月22日：西鉄平尾駅に改称。
- 1955年（昭和30年）：駅舎改築。
- 1978年（昭和53年）3月3日：西鉄平尾 - 大橋間高架化。
- 1993年（平成5年）12月25日：駅舎改築。
- 1995年（平成7年）3月25日：西鉄福岡（現・西鉄福岡（天神）） - 西鉄平尾間高架化[3]。
- 2004年（平成16年）8月1日：複合型新駅舎建設工事開始。
- 2006年（平成18年）3月1日：複合型新駅舎建設工事完了。
- 2008年（平成20年）5月18日：ICカードnimoca供用開始。
- 2017年（平成29年）2月1日：駅ナンバリングを導入[4]。
- 2024年（令和6年）3月18日：同年3月16日のダイヤ改正により、平日朝時間帯の上り（西鉄福岡（天神）行き）急行が、隣の高宮駅と共に停車（大橋駅7時59分〜8時50分発の列車が該当）[5]。

## 駅構造
相対式ホーム2面2線を持つ高架駅。出入口・改札は2ヶ所。駐輪場は駅前の道路を跨いで（歩道橋あり）南区にある。
現在は1番線（西鉄福岡行き）ホーム横の駅ビル側と駅ホーム下（駐輪場側）に位置する。
駅下の改札口が出来るまではホーム端（薬院側）に踏切があり、踏切を通って1番線ホームへと向かっていた。
過去には改修工事の影響で平尾バス停（博多駅系統）前に改札口が移動したことがあったが、現在は取り壊されている。
| ホーム | 路線          | 方向 | 行先                               |
| ------ | ------------- | ---- | ---------------------------------- |
| 1      | ■天神大牟田線 | 下り | 二日市・太宰府・久留米・大牟田方面 |
| 2      | ■天神大牟田線 | 上り | 福岡（天神）方面                   |

## 利用状況
2024年度の1日平均乗降人員は15,019人であり、西鉄の駅では第13位である。
各年度の1日平均乗車および乗降人員は下表のとおり。
| 年度               | 1日平均 乗車人員 | 1日平均 乗降人員 | 乗降人員 増加率 (前年比) |
| ------------------ | ---------------- | ---------------- | ------------------------ |
| 1996年（平成08年） | 6,137            | 12,592           |                          |
| 1997年（平成09年） | 6,236            | 12,764           | 1.4%                     |
| 1998年（平成10年） | 6,167            | 12,534           | -1.8%                    |
| 1999年（平成11年） | 6,208            | 12,462           | -0.6%                    |
| 2000年（平成12年） | 6,200            | 12,375           | -0.7%                    |
| 2001年（平成13年） | 6,107            | 12,230           | -1.2%                    |
| 2002年（平成14年） | 6,052            | 12,085           | -1.2%                    |
| 2003年（平成15年） | 6,022            | 12,063           | -0.2%                    |
| 2004年（平成16年） | 5,795            | 11,581           | -4.0%                    |
| 2005年（平成17年） | 5,874            | 11,636           | 0.5%                     |
| 2006年（平成18年） | 6,181            | 12,282           | 5.6%                     |
| 2007年（平成19年） | 6,027            | 12,028           | -2.1%                    |
| 2008年（平成20年） | 6,000            | 11,911           | -1.0%                    |
| 2009年（平成21年） | 5,707            | 11,364           | -4.6%                    |
| 2010年（平成22年） | 5,663            | 11,335           | -0.3%                    |
| 2011年（平成23年） | 5,601            | 11,195           | -1.2%                    |
| 2012年（平成24年） | 5,668            | 11,346           | 1.3%                     |
| 2013年（平成25年） | 5,915            | 11,826           | 4.2%                     |
| 2014年（平成26年） | 5,915            | 11,887           | 0.5%                     |
| 2015年（平成27年） | 6,249            | 12,648           | 6.4%                     |
| 2016年（平成28年） | 6,329            | 12,656           | 0.1%                     |
| 2017年（平成29年） | 6,507            | 13,019           | 2.9%                     |
| 2018年（平成30年） | 6,695            | 13,415           | 3.0%                     |
| 2019年（令和元年） | 6,765            | 13,580           | 1.2%                     |
| 2020年（令和02年） |                  | 10,701           | -21.2%                   |
| 2021年（令和03年） |                  | 11,380           | 6.3%                     |
| 2022年（令和04年） |                  | 12,541           | 10.2%                    |
| 2023年（令和05年） |                  | 13,689           | 9.2%                     |
| 2024年（令和06年） |                  | 15,019           | 9.7%                     |

## 駅周辺
駅の位置は中央区の南端部にあたり、駅前の道路を横断すると南区に入る。駅周辺は小規模な商店が散在するものの、住宅地としての色合いが強い。バブル期までの開発によりマンションは多いが、大規模な学校や商業・観光施設が存在しないため、市の中心部に近いにもかかわらず、利用者は駅周辺の地域住民が中心である。
駅前の道路は1925年から1983年まで存在した国鉄筑肥線の廃線跡を整備した筑肥新道と呼ばれる道路である。駅の西側約60mの場所を県道31号（通称：高宮通り）が天神大牟田線にほぼ並行する形で通り、駅の東側約600mの場所では県道602号（通称：日赤通り）が同じく天神大牟田線にほぼ並行している。駅の北側約150mの場所では県道555号（山荘通り、百年橋通り）が天神大牟田線と立体交差する。
筑肥線博多 - 姪浜間の廃止までは同線の筑前高宮駅が平尾駅の東側約400mの場所に位置し、筑肥線と西鉄大牟田線の乗り換えが可能であった。当時のホームには「唐津方面のりかえ　CHANGE HERE FOR KARATSU」と書かれた看板が掲出されていた。
筑肥線と西鉄天神大牟田線が立体交差するため、西鉄平尾駅は前後の駅と違いコンクリートではなく、土を使った築堤式の高架駅となっている。
1990年代に駅の老朽化に伴う再開発計画が持ち上がったものの、用地買収ができず、補修工事を行うだけにとどめていたが、2004年に駅ビルを建設開始。2006年に完成した。
- NTT平尾ビル - 線路沿いを北へ約150m
- 九州エネルギー会館跡地 - 北西へ1.3km
- 九電記念体育館跡地 - 北西へ1.3km
- 福岡市民プール跡地 - 北西へ1.3km
- 福岡市動植物園 - 北西へ1.6km
- 福岡赤十字病院 - 南東へ約800m
- 野村望東尼平尾山荘跡 - 西へ約900m
- 山荘公園 - 西へ約900mm
- 福岡平尾郵便局 - 北西へ約250m
- 福岡山荘郵便局 - 西へ約900m
- 福岡銀行平尾支店 - 北東へ約240m
- 西日本シティ銀行平尾支店（旧福岡シティ銀行平尾支店。旧西日本銀行平尾支店は閉鎖。） - 西へ約250m
- サニー平尾店 - 西へ約350m
- サニー那の川店 - 東へ400m
- 福岡県立福岡中央高等学校 - 北西へ約1.1km
- 福岡市立平尾中学校 - 南西へ約1.8km
- 福岡市立平尾小学校 - 北西へ約1.2km
- 福岡市立西高宮小学校 - 南西へ約650m
- 福岡市立高宮小学校 - 北東へ約650m
- 中村調理製菓専門学校
- いちざきみんなの家（認可保育所）- 西へ約450m

## バス
駅周辺には西鉄バスの停留所があり、小笹・野間・天神・博多駅方面へとバス路線が運行されている。（路線は2016年6月18日現在）
百年橋通り、西鉄電車高架下（西行き）
百年橋通りからの小笹・長尾・桧原・笹丘・城南区役所・昭代・藤崎方面。
百年橋通り、西鉄電車高架下（東行き）
百年橋通り経由博多駅行き。
高宮通り、スズキ前（南行き）
薬院大通りからの小笹・長尾・桧原・柏原・笹丘・島廻橋・堤・油山団地前・南町・南片江小学校・片江営・西新・福岡タワー方面。
高宮通り、駅ビル前（南行き）
高宮・野間・皿山・長住・自動車免許試験場・桧原・柏原方面。
高宮通り、マンション前（北行き）
薬院大通り経由天神・博多駅方面。

## 駅ビル
入居テナント
- ローソン
- リブロ
- 白洋舍
- にしてつ保育園ピコラン
- 福岡平尾鍼灸整骨院 はな
- kiwi books cafe 他

## 隣の駅
西日本鉄道
■天神大牟田線
■特急・■急行
通過
■急行（平日朝上り）
薬院駅（T02） ← 西鉄平尾駅（T03） ← 高宮駅（T04）
■普通
薬院駅（T02） - 西鉄平尾駅（T03） - 高宮駅（T04）